# Phylloporus pelletieri
Bolet à lames, Phyllopore d'Europe, Phyllopore de Pelletier, Bolet de Pelletier
Espèce
Statut de conservation UICN

 LC  : Préoccupation mineure
Phylloporus pelletieri, le Bolet à lames ou Phyllopore d'Europe, est une espèce de champignon (Fungi) basidiomycète du genre Phylloporus dans la famille des Boletaceae, caractérisé par son hyménophore lamelliforme.

## Taxonomie
Le nom correct complet (avec auteur) de ce taxon est Phylloporus pelletieri (Lév.) Quél..
L'espèce a été initialement classée dans le genre Agaricus sous le basionyme Agaricus pelletieri Lév..

### Synonymes
Phylloporus pelletieri a pour synonymes :
- Agaricus difformis subsp. pelletieri (Lév.) Britzelm.
- Agaricus paradoxus Kalchbr.
- Agaricus pelletieri Lév.
- Agaricus tamnii Fr.
- Boletus paradoxus (Kalchbr.) Anon.
- Boletus paradoxus (Kalchbr.) D.M.Hend.
- Clitocybe pelletieri (Lév.) Gillet
- Flammula paradoxa (Kalchbr.) Quél.
- Flammula paradoxa (Kalchbr.) Sacc.
- Flammula paradoxa Kalchbr.
- Naucoria paradoxa (Kalchbr.) Migula
- Paxillus paradoxus (Kalchbr.) Cooke
- Paxillus paradoxus (Kalchbr.) Quél.
- Paxillus pelletieri (Lév.) Velen.
- Paxillus tamnii (Fr.) Pat.
- Phylloporus paradoxus (Kalchbr.) Cleland
- Phylloporus paradoxus (Kalchbr.) Pat.
- Phylloporus paradoxus Anon.
- Phylloporus rhodoxanthus subsp. europaeus Singer
- Phylloporus rhodoxanthus Singer
- Xerocomus pellerieri (Lév.) Binder
- Xerocomus pelleteri (Lév.) Bresinsky & Manfr.Binder
- Xerocomus pelletieri (Lév.) Bresinsky & Manfr.Binder

### Phylogénie

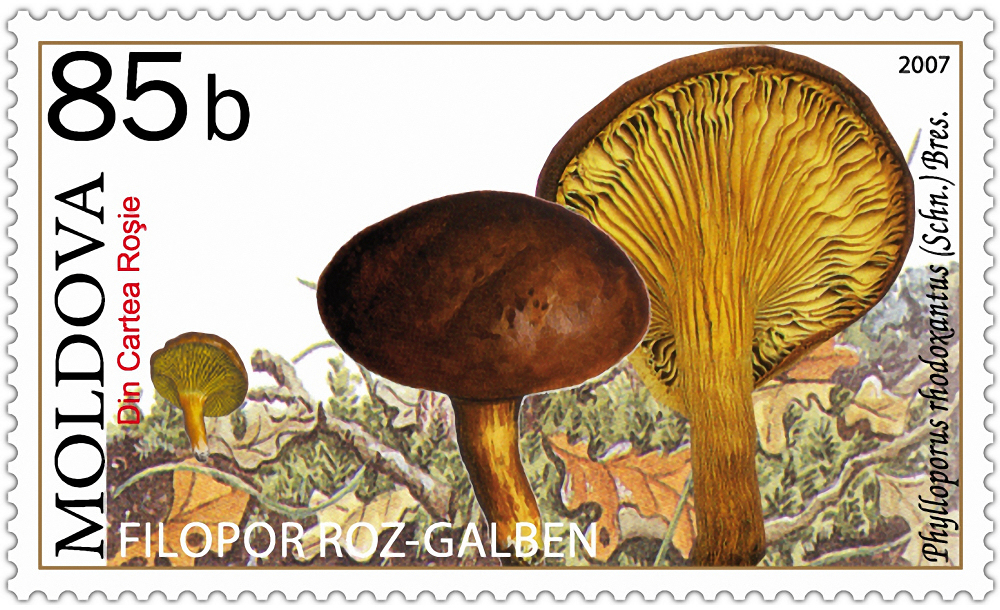
Timbre de Moldavie illustrant Ph.s pelletieri.

Cette espèce a été décrite pour la première fois par le mycologue français Joseph-Henri Léveillé en 1867 sous le nom d'Agaricus pelletieri. Lucien Quélet l'a transférée dans le groupe des Phylloporus en 1888.

### Étymologie
L'épithète spécifique est dédiée au Capitaine Pelletier, auteur d'aquarelles de champignons entre 1848 et 1867.

### Noms vulgaires et vernaculaires
Ce taxon porte en français les noms vernaculaires ou normalisés suivants : bolet à lames, phyllopore d'Europe, phyllopore de Pelletier, bolet de Pelletier.

## Description du sporophore

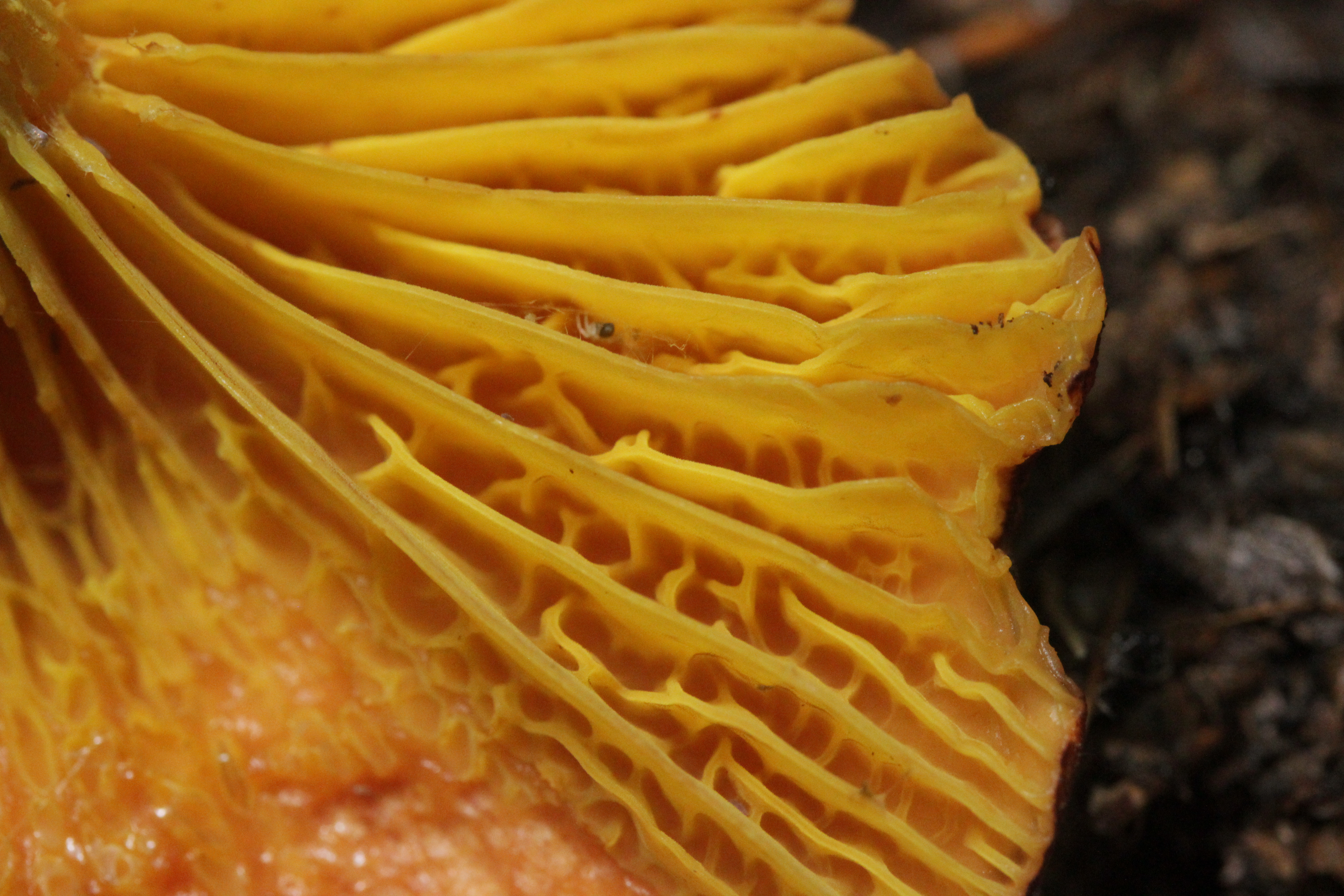
Lames anastomosées de P. pelletieri.

P. pelletieri se distingue des autres bolets par la présence de lames à la place de tubes. Ses caractéristiques sont les suivantes :
Son chapeau mesure jusqu'à 8 cm, il est sec et velouté, de couleur brun bai à brun rougeâtre, parfois avec des reflets verdâtres.
L'hyménophore est lamelliforme. Les lames sont espacées et épaisses, anastomosées dans le fond et fourchues, de couleur jaune d'or puis ocre rouillé.
Son stipe mesure jusqu'à 7 x 2 cm. Il est fibro-strié à ridulé, de couleur rouge à brun-rouge, jaune d'or en bas et sous les lames. Il présente un beau réseau rouge à mailles allongées, pointillées.
La chair est jaunâtre ou rougeâtre, un peu vineuse en coupe. Sa saveur est douce.

### Caractéristiques microscopiques
Ses spores mesurent 12-14 x 4-5 µm, de forme plus ou moins fusoïde.

## Galerie

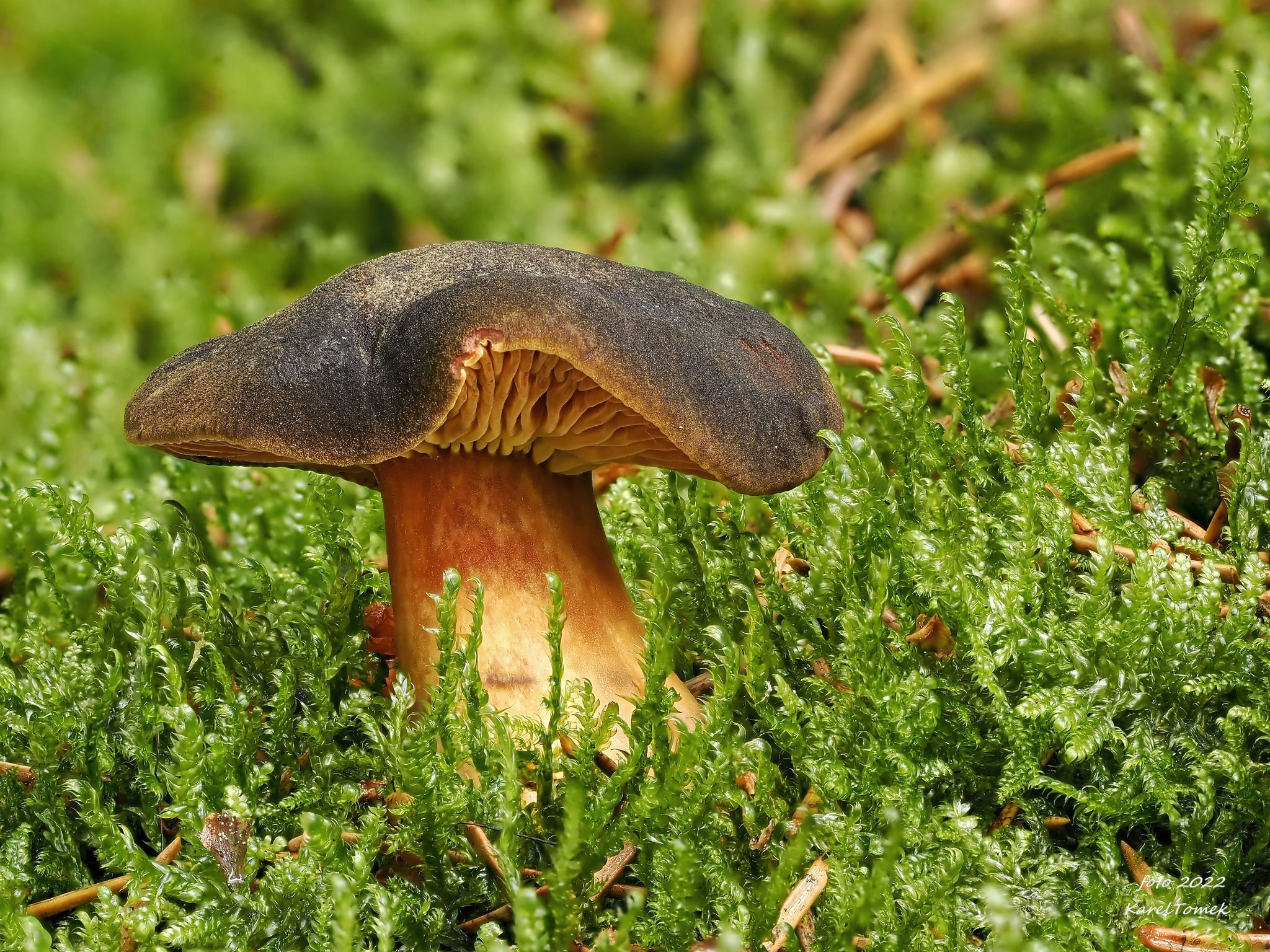
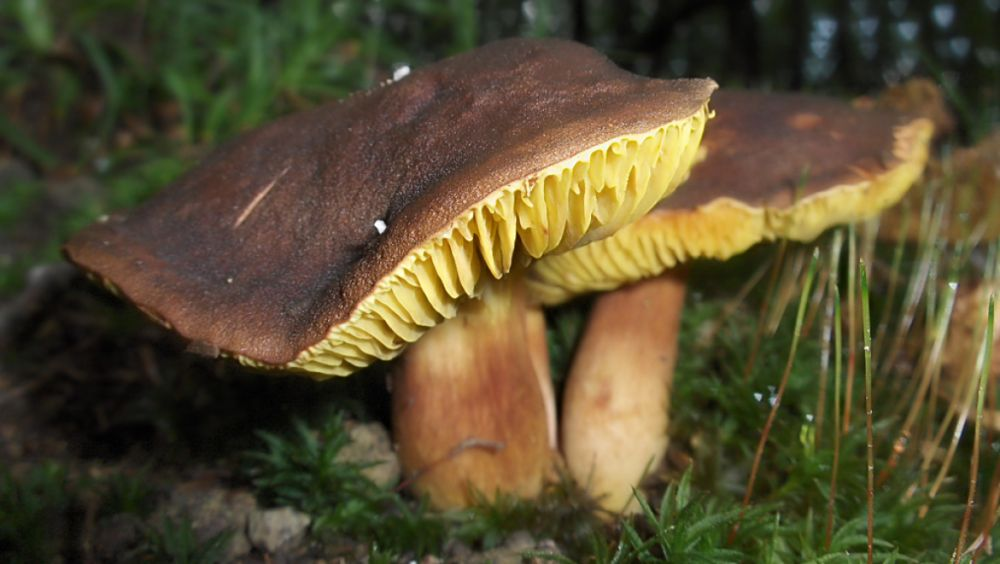
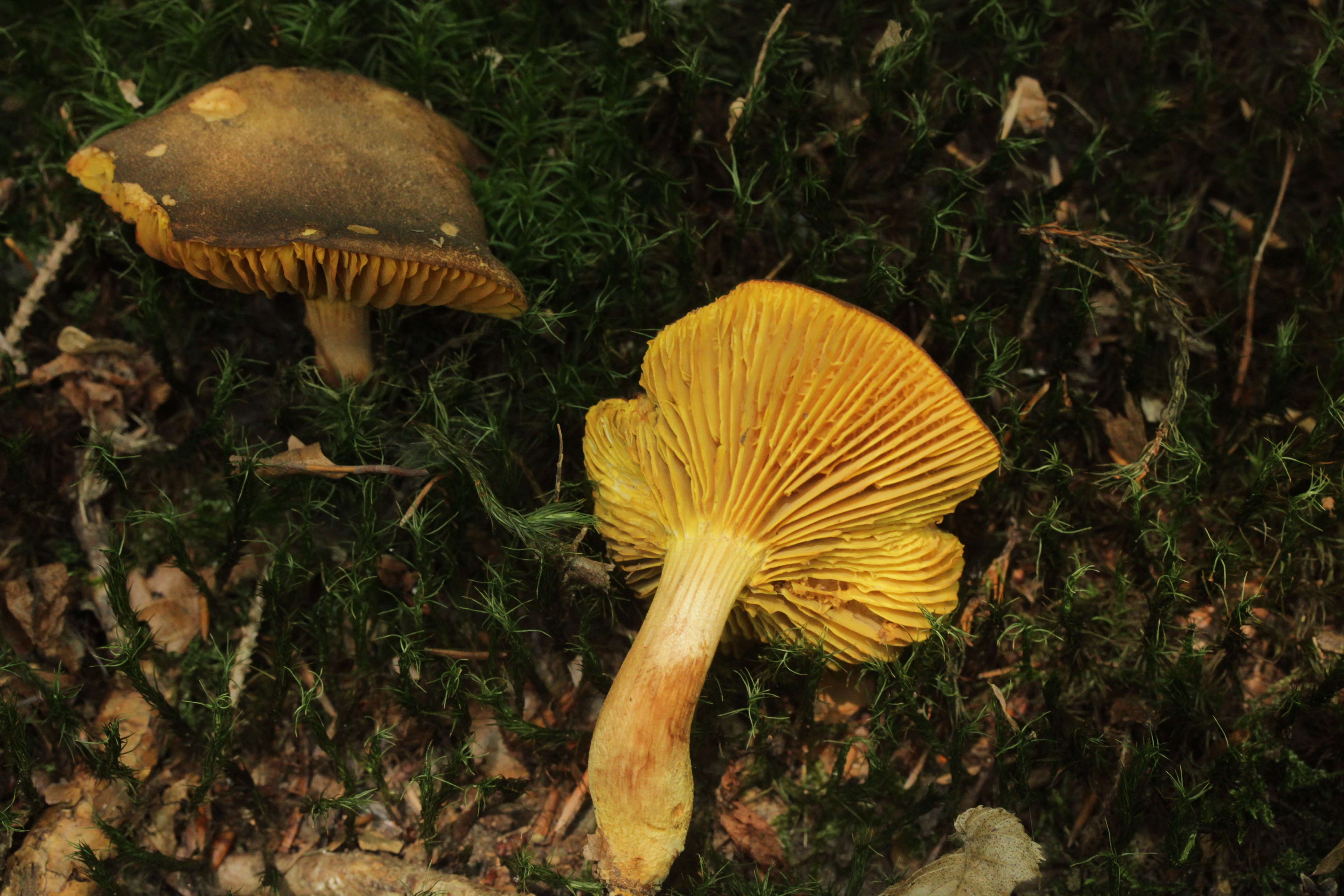
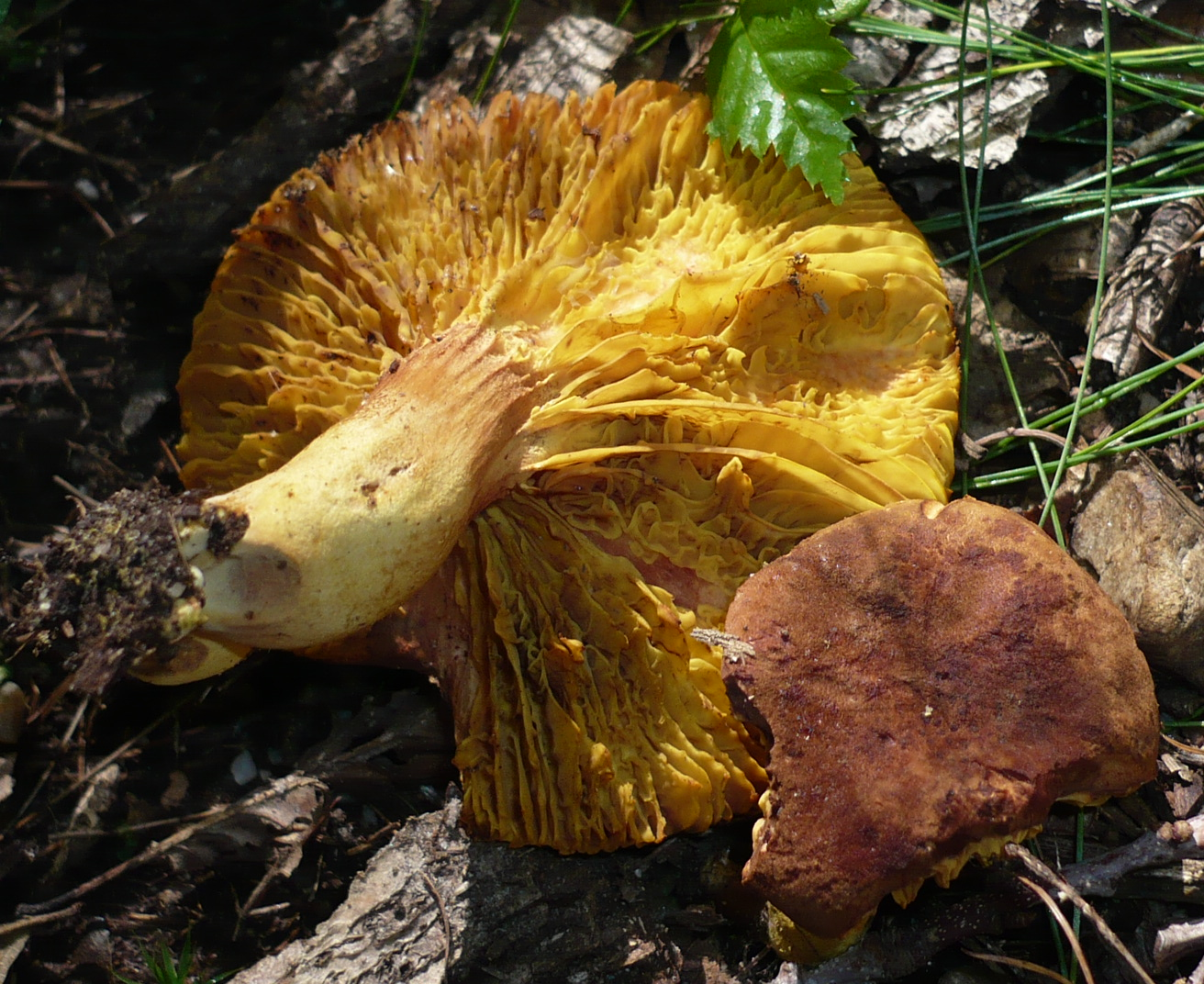
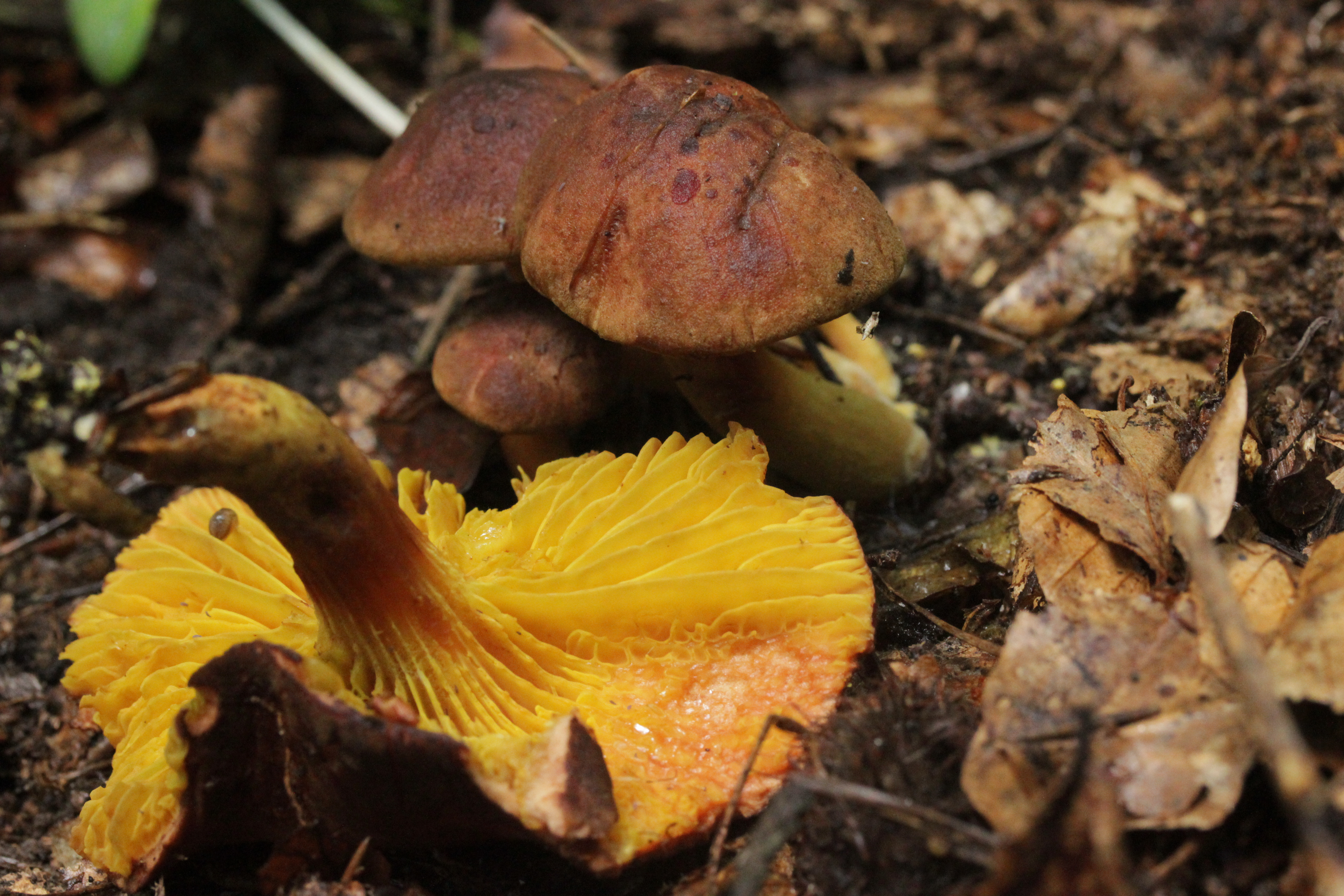
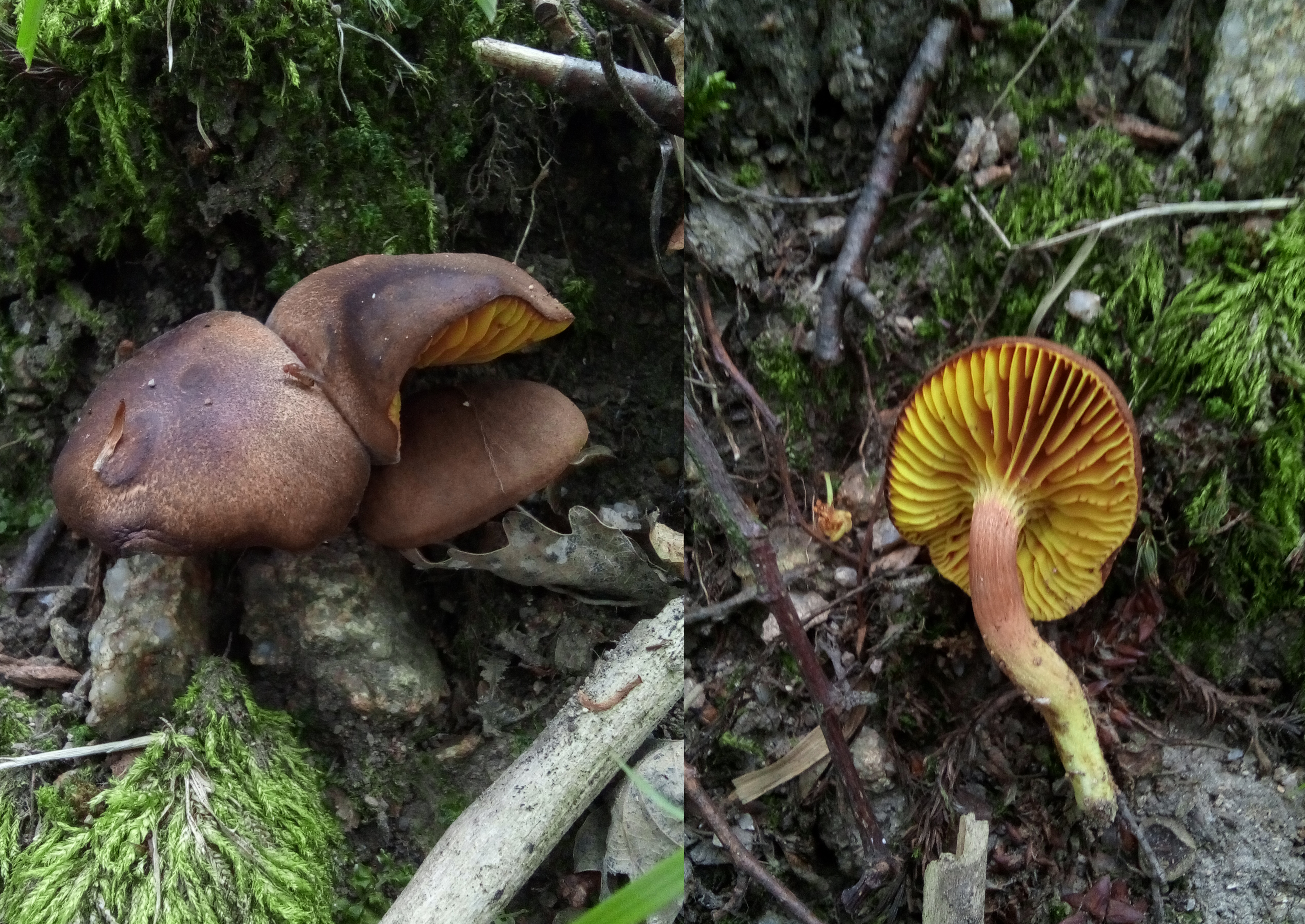
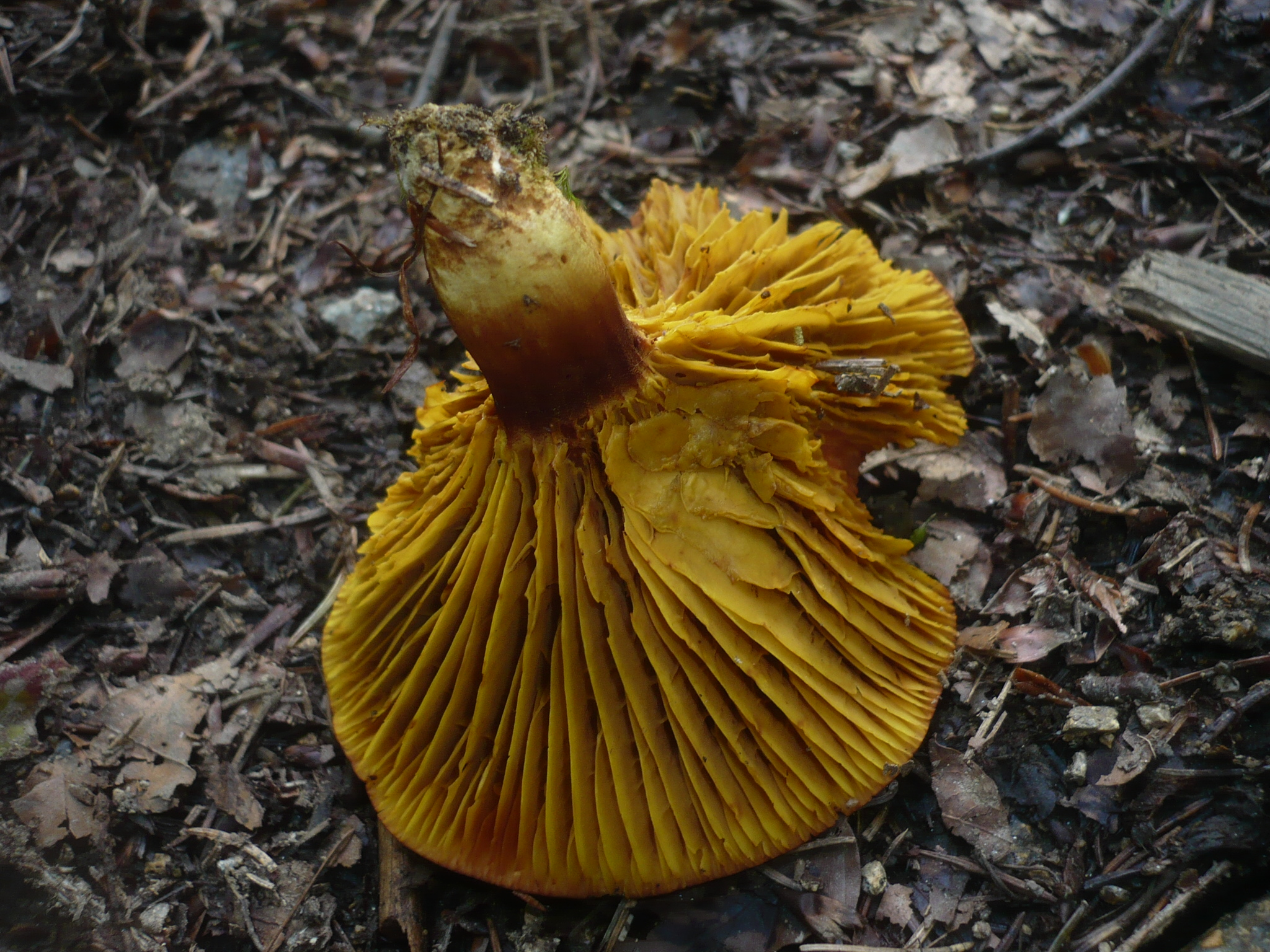
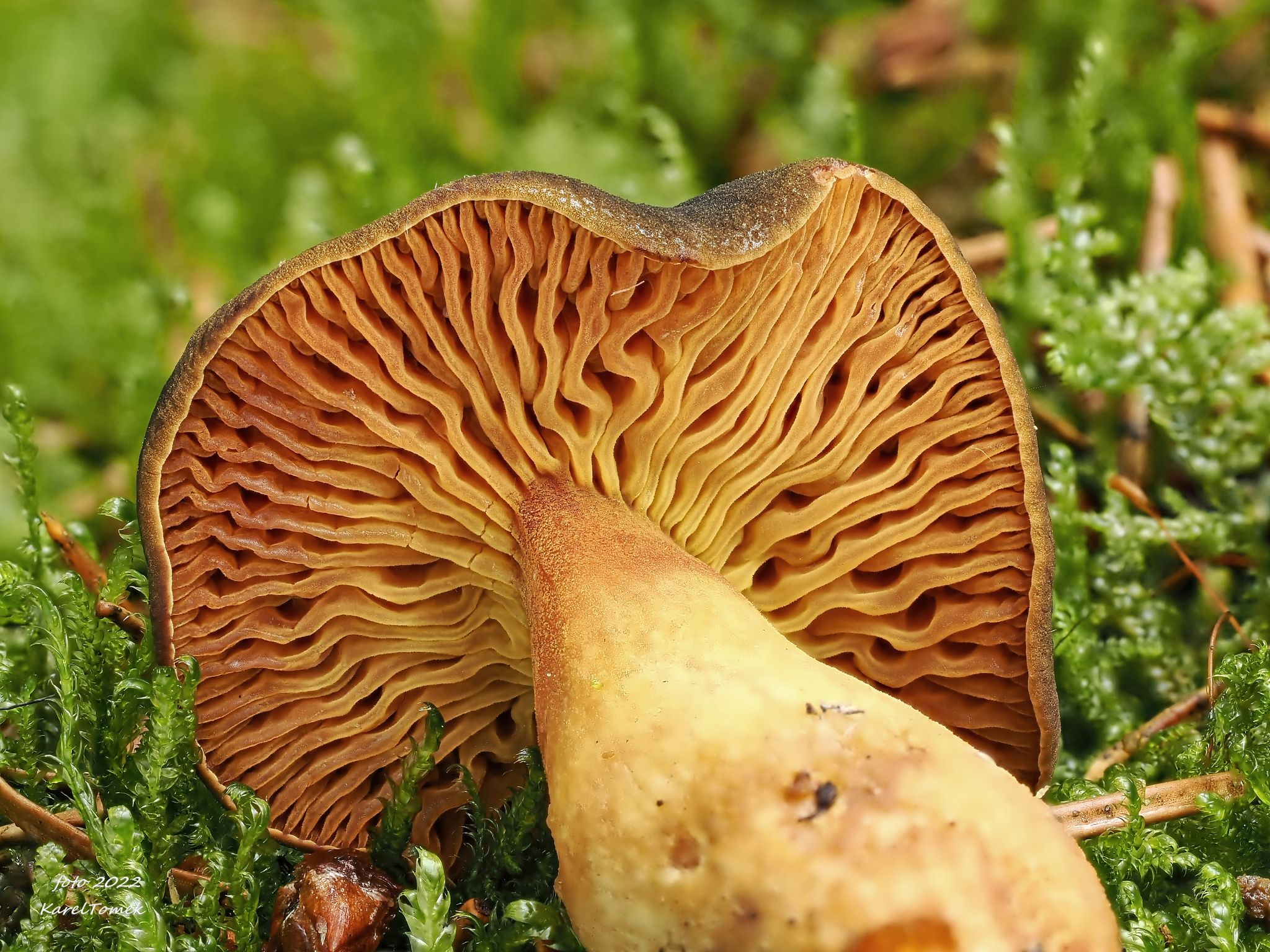

## Habitat et distribution
Il s'agit un champignon ectomycorhizien, poussant dans les forêts thermophiles, sous feuillus. Calcicole, il est souvent précoce, assez rare à rare.
Ce taxon se rencontre dans les pays suivants : Allemagne, Autriche, Belgique, Bosnie-Herzégovine, Bulgarie, Croatie, Danemark, Espagne, France, Grèce, Hongrie, Irlande, Italie, Luxembourg, Moldavie, Monténégro, Norvège, Pays-Bas, Pologne, Portugal, Roumanie, Royaume-Uni, Russie, Serbie, Slovaquie, Slovénie, Suisse, Suède, Tchéquie, Turquie, Ukraine.
La présence de ce taxon est incertaine dans les pays suivants : Chine, Corée du Nord, Guinée, Inde, Japon.

## Comestibilité

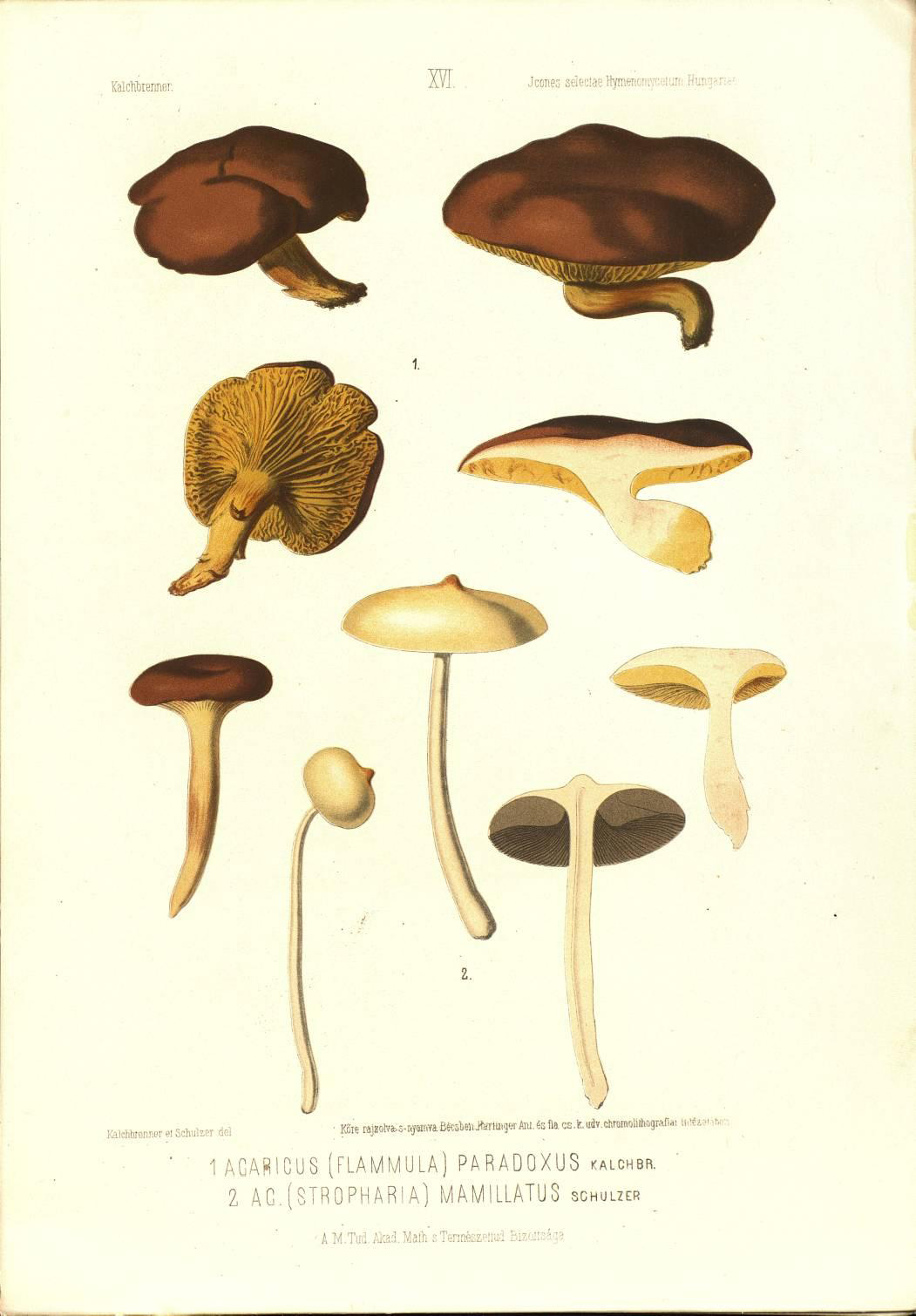
Illustration de Phylloporus pelletieri par Karl Kalchbrenner et Stephan Schulzer von Müggenberg.

P. pelletieri est une espèce peu commune dont la consommation traditionnelle n'existe pas. Il n'y a pas d'effets toxiques documentés à la suite d'une éventuelle consommation, on ne connaît pas non plus son degré de sécurité alimentaire. Dans de nombreux guides, il est défini comme comestible (généralement sous P. rhodoxanthus, qui est une espèce Américaine). Concernant sa comestibilité, on peut considérer qu'il s'agit d'une espèce sans interêt alimentaire .

## Confusions possibles
Cette espèce ne peut être confondue avec aucune autre en Europe.